# 제60회 백상예술대상
제60회 백상예술대상은 2024년 5월 7일 열린 시상식이다. 일간스포츠와 JTBC플러스가 주최했으며 2024년 5월 7일 오후 17시 인천광역시 파라다이스시티에서 열렸다. 이번 행사는 신동엽, 배수지, 박보검이 사회를 맡았으며, 한국에서는 JTBC와 TVING를 통해, 해외에는 'PRISM'을 통해 생중계됐다.
매년 진행되는 시상식은 60명의 전문 심사위원과 업계 심사위원, 방송, 영화, 연극을 대표하는 전문가 집단의 엄격한 심사과정을 거쳐 영화, 방송, 연극 분야의 우수성을 인정하는 대한민국 최고 권위의 시상식 중 하나이다.
후보자는 공식 웹 사이트를 통해 2024년 4월 8일에 발표되었다. 2023년 4월 1일부터 2024년 3월 31일 사이에 발표된 모든 작품이 후보에 올랐다.

## 수상 및 후보

### 영화 대상
- 서울의 봄 - 김성수 수상

### 영화 작품상
- 거미집
- 노량: 죽음의 바다
- 서울의 봄 수상
- 콘크리트 유토피아
- 파묘

### 영화 감독상
- 서울의 봄 - 김성수
- 노량: 죽음의 바다 - 김한민
- 밀수 - 류승완
- 콘크리트 유토피아 - 엄태화
- 파묘 - 장재현 수상

### 영화 각본상
- 킬링 로맨스 - 박정예
- 잠 - 유재선 수상
- 비밀의 언덕 - 이지은
- 파묘 - 장재현
- 서울의 봄 - 홍인표, 홍원찬, 이영종, 김성수

### 영화 예술상
- 파묘(음향) - 김병인 수상
- 서울의 봄(촬영) - 이모개
- 거미집(미술) - 정이진
- 더 문(VFX) - 진종현
- 서울의 봄(특수분장) - 황효균

### 영화 신인감독상
- 화란 - 김창훈
- 시민덕희 - 박영주
- 잠 - 유재선
- 괴인 - 이정홍 수상
- 너와 나 - 조현철

### 영화 남자최우수연기상
- 노량: 죽음의 바다 - 김윤석
- 콘크리트 유토피아 - 이병헌
- 서울의 봄 - 정우성
- 파묘 - 최민식
- 서울의 봄 - 황정민 수상

### 영화 여자최우수연기상
- 파묘 - 김고은 수상
- 시민덕희 - 라미란
- 밀수 - 염정아
- 킬링 로맨스 - 이하늬
- 잠 - 정유미

### 영화 남자조연상
- 밀수 - 김종수 수상
- 소풍 - 박근형
- 밀수 - 박정민
- 화란 - 송중기
- 파묘 - 유해진

### 영화 여자조연상
- 콘크리트 유토피아 - 김선영
- 외계+인 2부 - 염정아
- 시민덕희 - 염혜란
- 로기완 - 이상희 수상
- 거미집 - 정수정

### 영화 남자신인연기상
- 귀공자 - 김선호
- 《빅슬립》 - 김영성
- 파묘 - 이도현 수상
- 만분의 일초 - 주종혁
- 화란 - 홍사빈

### 영화 여자신인연기상
- 밀수 - 고민시
- 화란 - 김형서 수상
- 비밀의 언덕 - 문승아
- 지옥만세 - 오우리
- 《세기말의 사랑》 - 임선우

### TV 대상
- 무빙 - 디즈니+ 수상

### TV 작품상(드라마)
- 나쁜 엄마 - JTBC
- 무빙 - 디즈니+
- 악귀 - SBS
- 연인 - MBC 수상
- 정신병동에도 아침이 와요 - Netfilx

### TV 작품상(예능)
- 나는 SOLO - ENA, SBS Plus
- 《사상검증구역: 더 커뮤니티》 - wavve
- 최강야구 - JTBC
- 태어난 김에 세계일주 2 - MBC 수상
- 《핑계고》 - 뜬뜬 (유튜브)

### TV 작품상(교양)
- 《고래와 나》 - SBS
- 《인구대기획 초저출생》 - EBS 1TV
- 《일본사람 오자와》 - KBS 1TV 수상
- 《지속가능한 지구는 없다》 - KBS 1TV
- 《1980, 로숑과 쇼벨》 - KBS 1TV

### TV 연출상
- 무빙 - 박인제
- 소년시대 - 이명우
- 살인자ㅇ난감 - 이창희
- 마당이 있는 집 - 정지현
- 최악의 악 - 한동욱 수상

### TV 극본상
- 무빙 - 강풀 수상
- 악귀 - 김은희
- 나쁜 엄마 - 배세영
- 정신병동에도 아침이 와요 - 이남규, 오보현, 김다희
- LTNS - 전고운, 임대형

### TV 예술상
- 《고래와 나》(촬영) - 김동식, 임완호 수상
- 악귀(미술) - 양홍삼, 박지원
- 고려 거란 전쟁(의상) - 이석근
- 무빙(VFX) - 이성규
- 혼례대첩(미술) - 하지희

### TV 남자최우수연기상
- 눈물의 여왕 - 김수현
- 연인 - 남궁민 수상
- 무빙 - 류승룡
- 운수 오진 날 - 유연석
- 소년시대 - 임시완

### TV 여자최우수연기상
- 나쁜 엄마 - 라미란
- 연인 - 안은진
- 닥터 차정숙 - 엄정화
- 밤에 피는 꽃 - 이하늬 수상
- 마당이 있는 집 - 임지연

### TV 남자조연상
- 선산 - 류경수
- 마스크걸 - 안재홍 수상
- 내 남편과 결혼해줘 - 이이경
- 살인자ㅇ난감 - 이희준
- 고려 거란 전쟁 - 지승현

### TV 여자조연상
- 나쁜 엄마 - 강말금
- 웰컴투 삼달리 - 신동미
- 마스크걸 - 염혜란 수상
- 운수 오진 날 - 이정은
- 힙하게 - 주민경

### TV 남자신인연기상
- 살인자ㅇ난감 - 김요한
- 소년시대 - 이시우
- 최악의 악 - 이신기
- 무빙 - 이정하 수상
- 밤에 피는 꽃 - 이종원

### TV 여자신인연기상
- 무빙 - 고윤정
- 최악의 악 - 김형서
- 유괴의 날 - 유나 수상
- 정신병동에도 아침이 와요 - 이이담
- 마스크걸 - 이한별

### TV 남자예능상
- 기안84
- 나영석 수상
- 유재석
- 침착맨
- 탁재훈

### TV 여자예능상
- 김숙
- 안유진
- 이수지
- 장도연
- 홍진경 수상

### 백상연극상
- 《고도를 기다리며》 - 파크컴퍼니
- 《싸움의 기술, <졸>》(연출) - 김풍년
- 《아들에게(부제 : 미옥 앨리스 현)》(극단) - 미인 수상
- 《숲》(극단) - 산수유
- 《생활의 비용》 - 극단 청년단

### 젊은연극상
- 《부동산 오브 슈퍼맨》 - 신세계 (극단)
- 《달에서 재난이 발생했을 때》 - 신진호 (연출)
- 《파랑새》 - 양손프로젝트 (극단)
- 《베로나의 두 신사》 - 이대웅 (연출)
- 《옛 전통의 새로운 움직임 - 맹》 - 이철희 (연출) 수상

### 연극 연기상
- 《아들에게 (부제 : 미옥 앨리스 현)》 - 강해진 수상
- 《생활의 비용》 - 김용준
- 《옛 전통의 새로운 움직임 - 맹》 - 김은석
- 《싸움의 기술, 〈졸〉》 - 이미숙
- 《그녀를 용서할 수 있을까》 - 이지혜

### PRISM 인기상
- 김수현 수상
- 안유진 수상

### GUCCI Impact Award
- 너와 나 수상